# بسيط نجم
بسيط نجم (بالإنجليزية:Patrick Star) شخصية خيالية كرتونية في مسلسل سبونج بوب سكوير بانتس، ظهر لأول مرة عام 1999. يُعتبر باتريك نجم بحر وهو الصديق المفضل لسبونج بوب. قام بأداء صوته في النسخة الإنجليزية الممثل الأمريكي بيل فاغيرباك، بينما أدّى دوره في النسخة العربية الممثل المصري إبراهيم غريب. تُعرف شخصيته بخفة الظل والبساطة، مما يجعله أحد الشخصيات المحبوبة في المسلسل.

## روابط خارجية
- بسيط نجم على موقع ميوزك برينز (الإنجليزية)
- بسيط نجم في قاعدة بيانات الأفلام على الإنترنت